# 9. březen
9. březen je 68. den roku podle gregoriánského kalendáře (69. v přestupném roce). Do konce roku zbývá 297 dní. Svátek má Františka a Rebeka.

## Události

### Česko
- 1968 – Ve dnech 9.–18. 3. probíhaly okresní konference KSČ, jejichž delegáti vyslovovali podporu politice změn a demokratizace, k níž se přihlásil nový první tajemník ÚV KSČ Alexandr Dubček. Začátek pražského jara.
- 2023 – Petr Pavel byl inaugurován do funkce prezidenta ČR.

### Svět
- 141 př. n. l. – Novým čínským císařem se stává Wu-ti z dynastie Chan
- 1009 – První známá zmínka o Litvě v análech německého kláštera Quedlinburg.
- 1276 – Augsburg se stal svobodným císařským městem
- 1339 – Polský král Kazimír III. Veliký ratifikoval Trenčínskou smlouvu
- 1496 – Židé byli vyhnáni z rakouských Korutan
- 1497 – Mikuláš Koperník pořídil své první zápisky z pozorování vesmíru
- 1500 – Portugalský mořeplavec Pedro Álvares Cabral vyplul z Lisabonu se 13 loďmi do Indie.
- 1776 – Vyšlo dílo Bohatství národů skotského ekonoma Adama Smithe.
- 1814 – Napoleonské války: začala bitva u Laonu.
- 1916 – Byla zahájena v pořadí již 5. bitva na Soči.
- 1945 – Přes tři stovky letadel USA vybombardovaly Tokio, zahynulo přes 100 000 obyvatel. Byl to nejničivější nálet historie.
- 1991 – Představitelé slovenských politických stran kromě VPN a KSS na setkání v Bratislavě podepsali společné prohlášení, že Moravany, považují "za moderní státotvorný národ, schopný samostatně si hospodařit na svém vlastním území a samostatně si rozhodovat o svém vlastním osudu".
- 2014 – Jaromír Jágr dosáhl jako sedmý hokejista v NHL hranici 700 gólů. Jubilejní trefu zaznamenal útočník New Jersey na ledě New York Islanders.
- 2022 – Ruské letectvo vybombardovalo porodnici v Mariupolu přičemž zahynuly 4 osoby a dalších 16 bylo raněno.

## Narození

### Česko

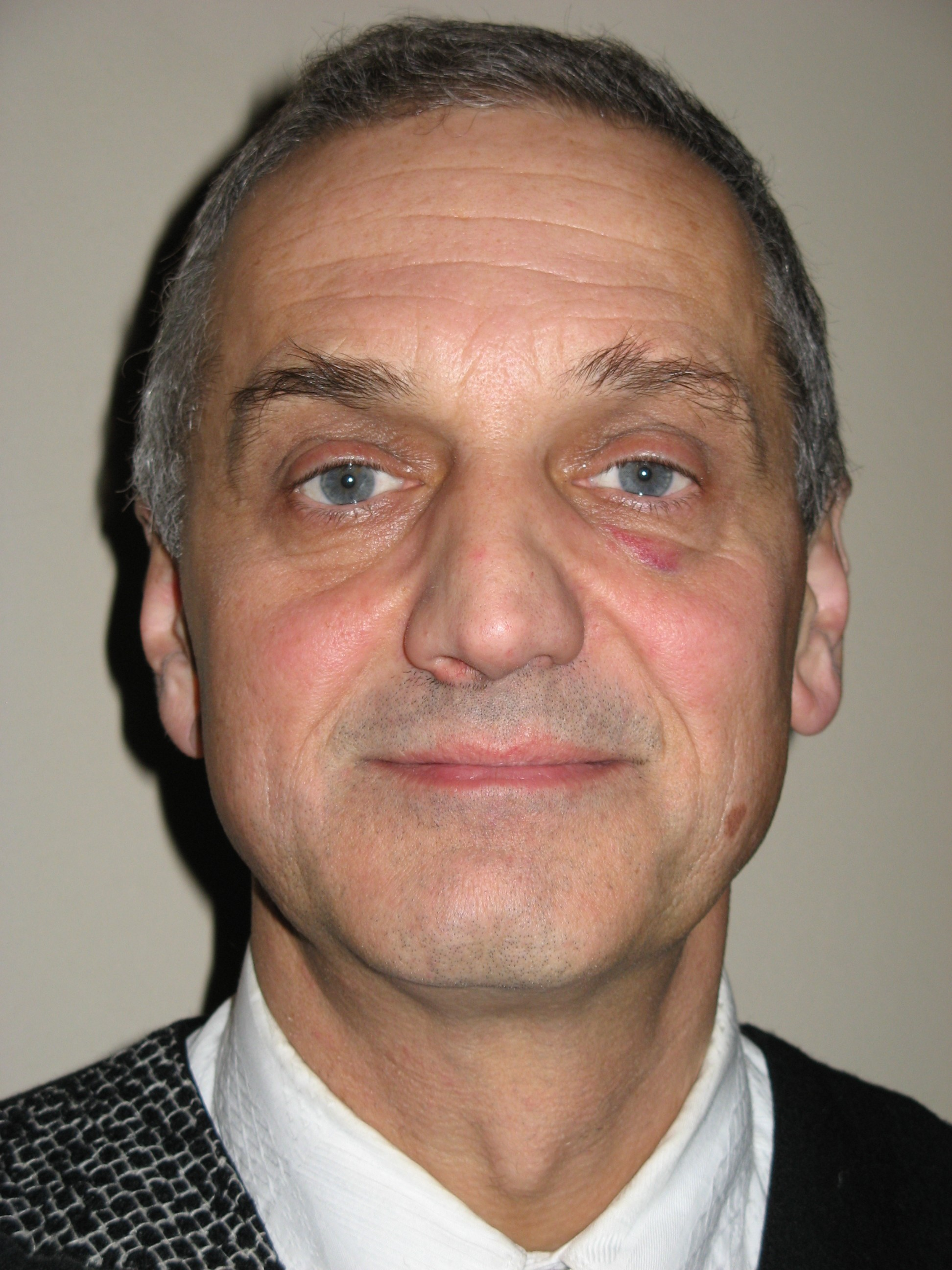
David Vávra (* 1957)

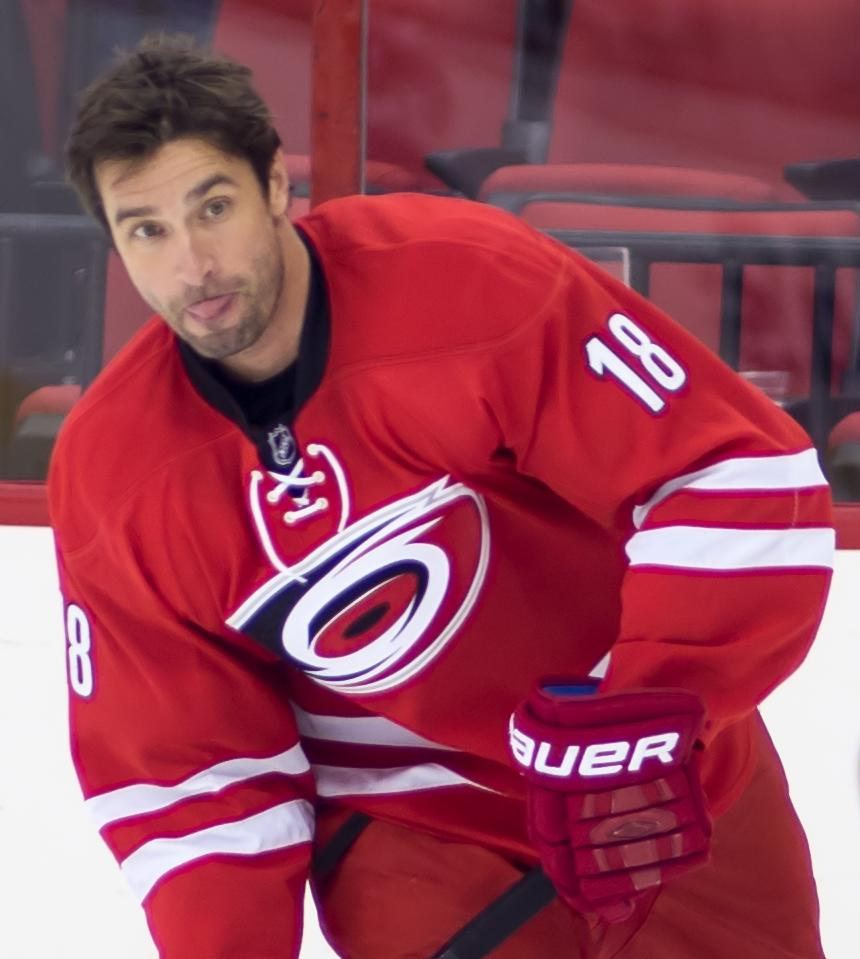
Radek Dvořák (* 1977)

- 1662 – František Antonín Špork, český šlechtic, významný mecenáš umění († 30. března 1738)
- 1693 – František Řehoř Giannini, olomoucký a vratislavský kanovník († 24. ledna 1758)
- 1737 – Josef Mysliveček, hudební skladatel († 4. února 1781)
- 1811 – Marie Čacká, česká spisovatelka († 18. března 1882)
- 1825 – Peter Bibus, rakouský a český politik německé národnosti († 25. února 1891)
- 1839 – Františka Stránecká, česká spisovatelka († 27. května 1888)
- 1848
  - Antonín Pulda, herec a režisér († 3. října 1894)
  - Josef Jakub Toužimský, novinář a spisovatel († 22. července 1903)
- 1868 – Josef Teska, československý politik († 1945)
- 1874 – František Petrovický, československý politik († 28. září 1943)
- 1878 – Josef Kříž, československý politik († ?)
- 1880 – Josef Foltynovský, teolog, kanovník olomoucké kapituly († 31. srpna 1936)
- 1889 – Ludmila Matiegková, učitelka a egyptoložka († 26. srpna 1960)
- 1895 – Jaroslav Brychta, český sochař a sklářský výtvarník († 5. října 1971)
- 1904 – Július Ďuriš, československý komunistický politik († 18. února 1986)
- 1908 – Josef Gruss, herec a spisovatel-humorista († 12. dubna 1971)
- 1911
  - Otýlie Vranská, oběť brutální vraždy († 1. září 1933)
  - Rudolf Kundera, moravský malíř († 9. ledna 2005)
- 1913 – Ivan Haluzický, důstojník československého letectva († 4. listopadu 1965)
- 1922 – Emilian Hamerník, ministr práce a sociálních věcí († 27. října 1997)
- 1923 – Svatopluk Pitra, grafik, malíř, výtvarník animovaných filmů († 15. července 1993)
- 1926 – Milan Křížek, hudební skladatel, violista a hudební pedagog († 15. února 2018)
- 1930
  - Ota Filip, spisovatel, publicista a komentátor († 2. března 2018)
  - Ernst Tugendhat, německý filosof, brněnský rodák († 13. března 2023)
- 1933 – Stanislav Milota, český kameraman a signatář Charty 77 († 18. února 2019)
- 1934 – Jiří Kalach, český hudební skladatel († 20. dubna 2008)
- 1936 – František Vízner, český umělec, sklářský výtvarník a designér († 1. července 2011)
- 1940 – Pavel Červinka, operní zpěvák, baryton († 16. července 2015)
- 1946 – Oldřich Svojanovský, český veslař, který získal stříbrnou a bronzovou medaili z OH
- 1948 – Jiří Adamec, televizní režisér
- 1949 – Jan Poštulka, český fotbalový trenér
- 1952 – Milana Hrušáková, děkanka Právnické fakulty Univerzity Palackého v Olomouci
- 1957 – David Vávra, akademický architekt, herec, scenárista, spoluzakladatel divadla Sklep
- 1958 – Michal Hromek, český skladatel a kytarista
- 1959 – Zlata Adamovská, česká herečka
- 1977 – Radek Dvořák, český hokejový hráč
- 1989 – Tomáš Jursa, fotbalista

### Svět

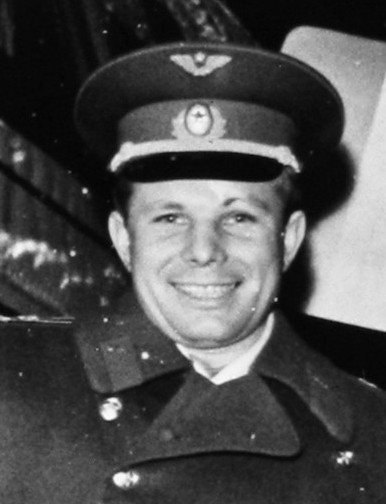
Jurij Gagarin (* 1934)

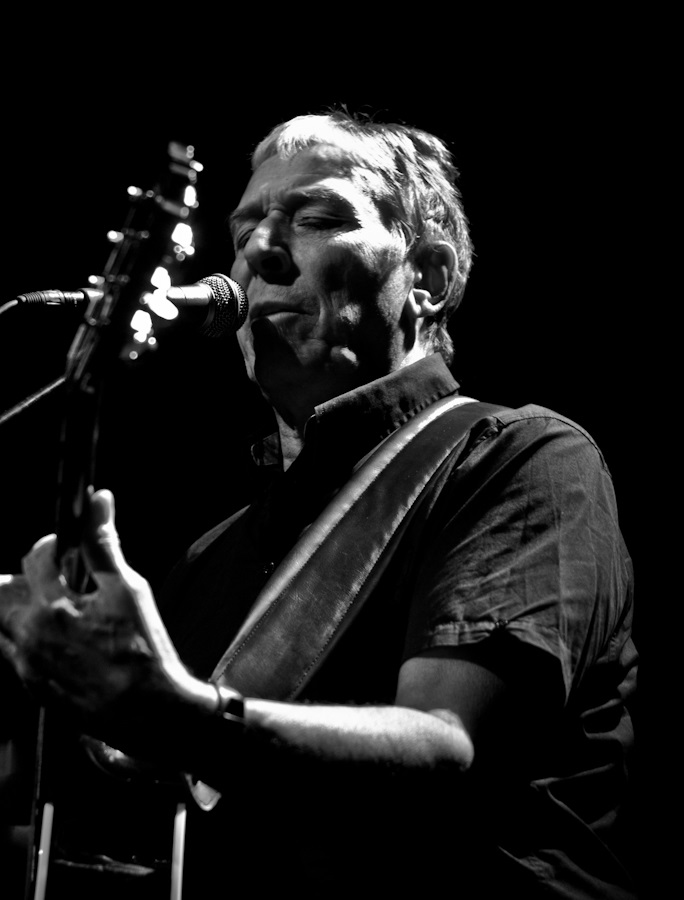
John Cale (* 1942)

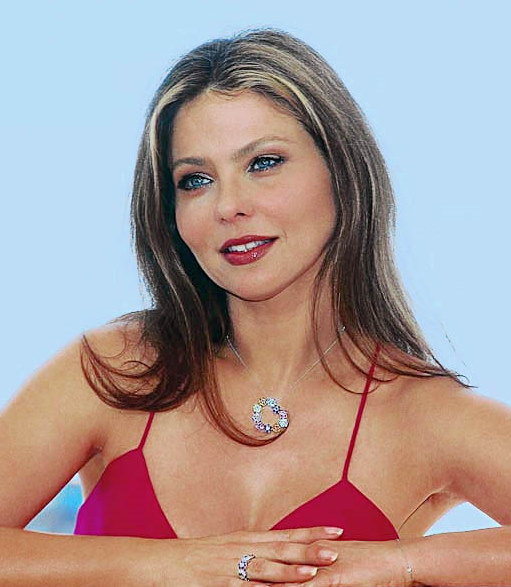
Ornella Muti (* 1955)

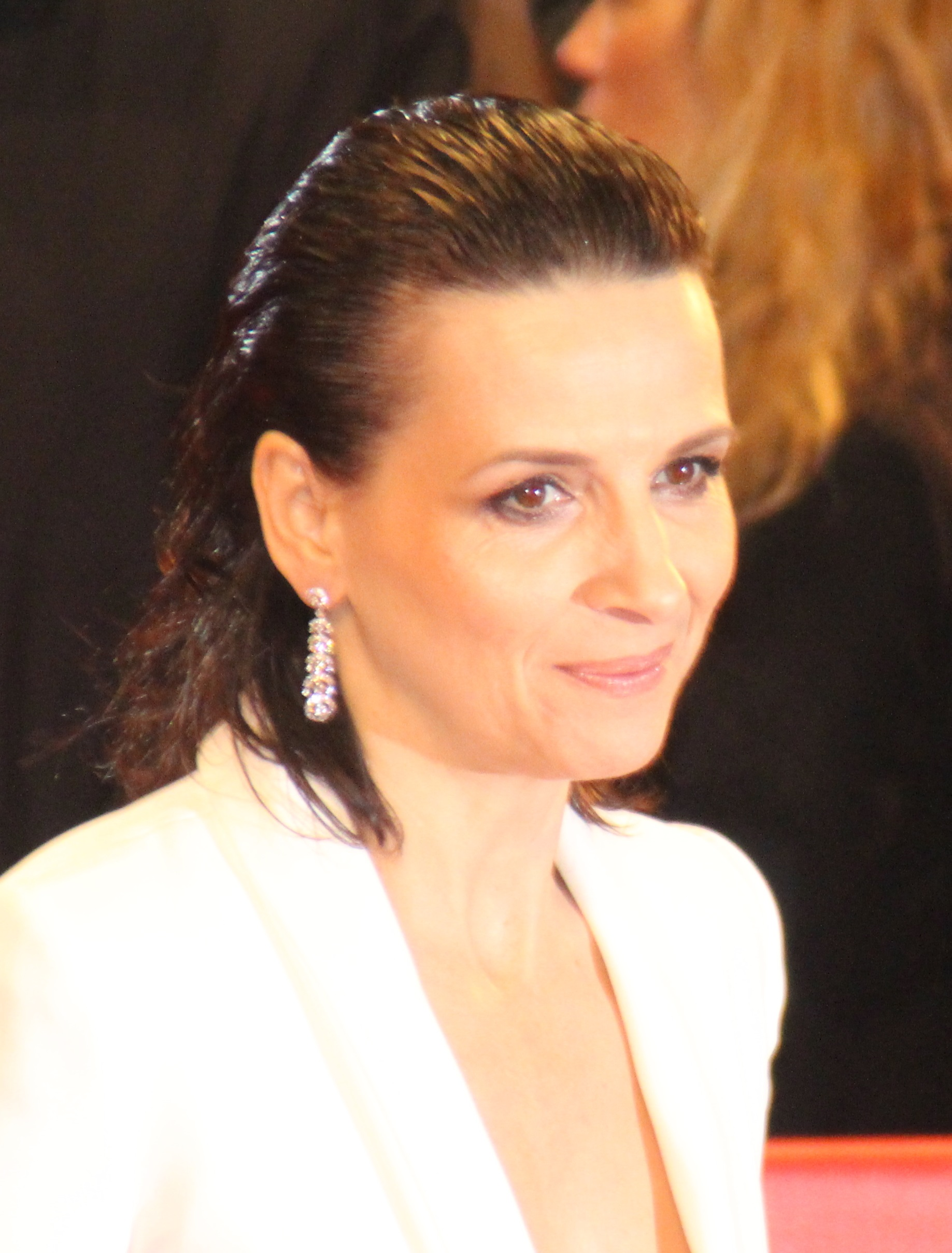
Juliette Binoche (* 1964)

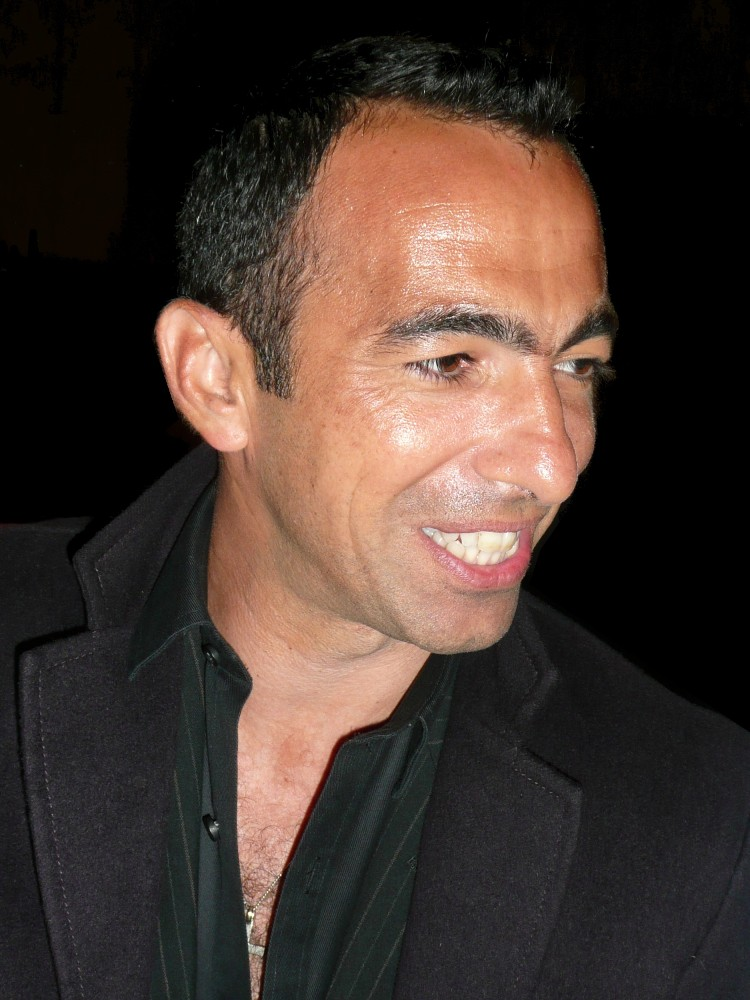
Youri Djorkaeff (* 1968)

- 1213 – Hugo IV. Burgundský, burgundský vévoda a titulární král soluňského království († 27. října 1272)
- 1291 – Cangrande I. della Scala, vládce Verony, Padovy a Vicenzy († 22. června 1329)
- 1454 – Amerigo Vespuci, italský mořeplavec a kartograf († 22. února 1512)
- 1561 – Václav Habsburský, syn císaře Maxmiliána II. († 22. září 1578)
- 1564 – David Fabricius, německý pastor a astronom († 7. května 1617)
- 1568 – Svatý Alois Gonzaga, patron studentů a mládeže († 21. června 1591)
- 1651 – Filip Zikmund z Ditrichštejna, rakousko-český šlechtic († 3. července 1716)
- 1720 – Phillip Yorke, 2. hrabě z Hardwicke, britský politik a šlechtic († 16. května 1790)
- 1721 – Karolína Falcko-Zweibrückenská, německá šlechtična († 30. března 1774)
- 1749 – Honoré Gabriel Riqueti de Mirabeau, francouzský politik, spisovatel a novinář († 2. dubna 1791)
- 1750 – Johann Friedrich August Tischbein, německý malíř († 21. června 1812)
- 1753 – Jean-Baptiste Kléber, francouzský generál († 14. června 1800)
- 1758 – Franz Joseph Gall, německý lékař, anatom a zakladatel frenologie († 22. srpna 1828)
- 1776 – Josef Habsbursko-Lotrinský, uherský palatin († 13. ledna 1847)
- 1784 – Alois Ugarte, předseda zemských vlád v Horních Rakousích a na Moravě († 25. dubna 1845)
- 1811 – Ernst Julius Hähnel, německý sochař († 22. května 1891)
- 1814 – Taras Ševčenko, ukrajinský básník († 10. března 1861)
- 1821 – Adléta ze Schaumburg-Lippe, dánská šlechtična († 30. července 1899)
- 1838
  - Ludwig Gumplowicz, polský právník a sociolog († 20. srpna 1909)
  - Heinrich Lanz, německý vynálezce a výrobce zemědělských strojů († 1. února 1905)
- 1844 – Josef von Dipauli, tyrolský šlechtic a politik († 29. ledna 1905)
- 1851 – Paul Vittorelli, předlitavský právník, soudce a politik († 20. dubna 1932)
- 1863 – Carl H. Eigenmann, americký ichtyolog († 24. dubna 1927)
- 1868 – Filipp Macharadze, gruzínský politik († 10. prosince 1941)
- 1870 – Robert Siercke, rakouský automobilový závodník a funkcionář, obchodní rada firmy Steyr Mannlicher († 13. května 1923)
- 1877 – Emil Abderhalden, švýcarský biochemik a fyziolog († 5. srpna 1950)
- 1883 – Gregorij Rožman, lublaňský biskup († 16. listopadu 1959)
- 1886
  - Werner Kempf, generál tankových jednotek Wehrmachtu († 6. ledna 1964)
  - Heorhij Narbut, ukrajinský malíř († 23. května 1920)
- 1888 – Nemika Sultan, osmanská princezna († 6. září 1969)
- 1890 – Vjačeslav Michajlovič Molotov, sovětský ministr zahraničí († 8. listopadu 1986)
- 1892
  - Mátyás Rákosi, premiér Maďarské lidové republiky († 5. února 1971)
  - Vita Sackville-Westová, britská spisovatelka a zahradnice († 2. června 1962)
- 1895 – Albert Göring, německý obchodník a zachránce Židů († 20. prosince 1966)
- 1902
  - Luis Barragán, mexický architekt († 22. listopadu 1988)
  - Ludwig Landgrebe, rakouský filosof († 14. srpna 1991)
- 1903
  - Fraňo Kráľ, slovenský básník a politik († 3. ledna 1955)
  - Daniel Okáli, slovenský literární kritik, publicista a politik († 23. listopadu 1987)
  - Józef Warszawski, polský kněz, filosof, spisovatel a odbojář († 1. listopadu 1997)
- 1907 – Mircea Eliade, rumunský religionista, historik a politik († 22. dubna 1986)
- 1917 – Algirdas Julien Greimas, francouzský sémiotik († 27. února 1992)
- 1918 – Mickey Spillane, americký spisovatel († 17. července 2006)
- 1919 – Chantal Chaudé de Silans, francouzská šachistka († 5. května 2001)
- 1922 – Felice Schragenheim, německá básnířka a novinářka († 31. prosince 1944)
- 1923
  - Walter Kohn, americký chemik, Nobelova cena za chemii 1998 († 22. dubna 2016)
  - André Courrèges, francouzský módní návrhář († 17. ledna 2016)
- 1929 – Marilyn Silverstone, americká fotožurnalistka a buddhistická mniška († 28. září 1999)
- 1930
  - Ornette Coleman, americký jazzový saxofonista a skladatel († 11. června 2015)
  - Stephen Fumio Hamao, japonský kardinál († 8. listopadu 2007)
- 1933 – Lloyd Price, americký zpěvák († 6. května 2021)
- 1934
  - Jurij Alexejevič Gagarin, ruský kosmonaut, první člověk v kosmu († 27. března 1968)
  - Dietmar Grieser, rakouský spisovatel literatury faktu
- 1936 – Robert Barry, americký konceptuální umělec
- 1937 – Egon Krenz, generální tajemník komunistické strany NDR
- 1938 – Roy Brooks, americký bubeník († 15. listopadu 2005)
- 1940 – Gary Hirsh, americký bubeník († 17. srpna 2021)
- 1942 – John Cale, britský hudebník, skladatel a producent, spoluzakladatel The Velvet Underground
- 1943
  - Bobby Fischer, americký šachista, mistr světa v šachu († 17. ledna 2008)
  - Jef Raskin, americký inženýr a softwarový vývojář († 26. února 2005)
- 1944 – Trevor Burton, britský hudebník
- 1945 – Robin Trower, britský kytarista
- 1948
  - László Lovász, maďarský matematik
  - James Taylor, americký folkrockový zpěvák a kytarista
  - Chris Thompson, britský zpěvák a kytarista
- 1949 – Michel Roger, premiér Monackého knížectví
- 1950 – Danny Sullivan, americký automobilový závodník, pilot Formule 1
- 1952 – Bill Beaumont, anglický ragbista
- 1953 – Ritchie Fliegler, americký kytarista
- 1955 – Ornella Muti, italská herečka a modelka
- 1956 – Tadeusz Płoski, polní biskup Polské armády († 10. dubna 2010)
- 1958 – Sturgis Nikides, americký kytarista a zpěvák († 9. dubna 2024)
- 1959 – Takaaki Kadžita, japonský fyzik, Nobelova cena 2015
- 1963 – Marian Jaslovský, slovenský publicista, redaktor a hudebník
- 1964 – Juliette Binoche, francouzská herečka
- 1967 – Charlie VDE, francouzský zvukový inženýr a hudební producent
- 1968 – Youri Djorkaeff, francouzský fotbalista
- 1970 – Martin Johnson, anglický ragbista
- 1974 – Nalbert Bitencourt, brazilský volejbalista
- 1984 – Julia Mancusová, americká lyžařka
- 1985 – Pastor Maldonado, venezuelský pilot Formule 1
- 1993 – Min Jun-ki (Min Yoongi; Suga), rapper jihokorejské skupiny BTS

## Úmrtí

### Česko

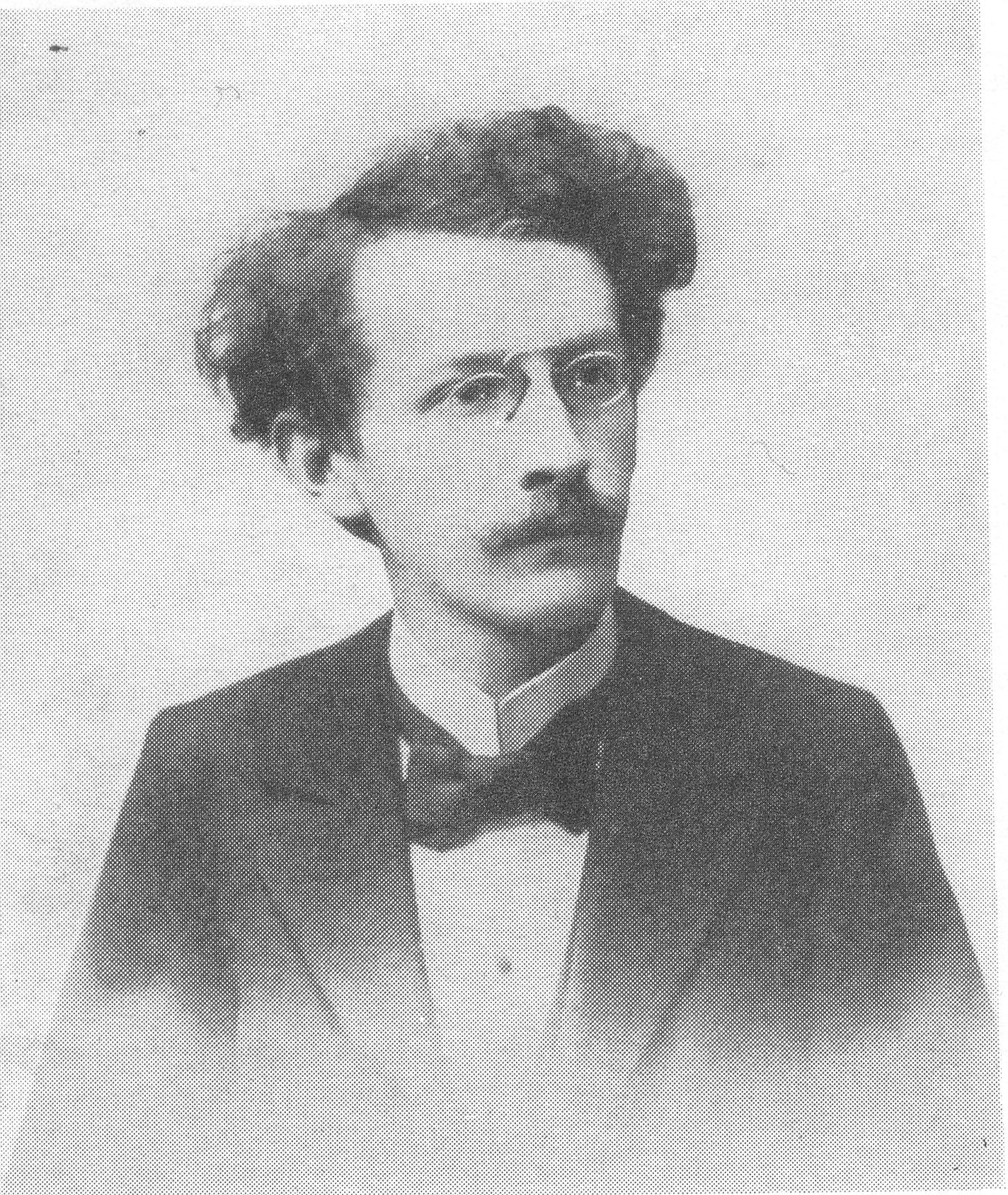
Zdeněk Nejedlý († 1962)

- 1422 – Jan Želivský, husitský kněz (* 1380)
- 1671 – Jiří Crugerius, jezuita, barokní historik a pedagog (* 6. listopadu 1608)
- 1856 – František Tadeáš Blatt, klarinetista, skladatel a hudební pedagog (* 1793)
- 1872 – Jan Mundy, textilní podnikatel (* 28. října 1798)
- 1881 – Josef Mikula, rektor C. k. Františkovy univerzity v Olomouci (* 25. září 1816)
- 1887 – Friedrich Wiener, rakouský a český právník a politik německé národnosti (* 20. listopadu 1817)
- 1890 – Vojtěch Křišťan, kněz a diplomat (* únor 1839)
- 1900 – František Wildmann, kněz, autor historických spisů a národní buditel (* 28. listopadu 1839)
- 1906 – Václav Nekvasil, stavební podnikatel a politik (* 15. února 1840)
- 1915 – Jan Bezděk, mykolog (* 16. května 1858)
- 1919 – František Urban, český malíř (* 15. září 1868)
- 1933 – Norbert Jan Nepomucký Klein, brněnský biskup a velmistr řádu Německých rytířů (* 25. října 1866)
- 1940 – Jan Nevěřil, děkan teologické fakulty v Olomouci (* 1. března 1864)
- 1941 – František Vážný, prezident Nejvyššího soudu (* 1. dubna 1868)
- 1945 – Josef Šandera, voják a velitel výsadku Barium (* 14. března 1912)
- 1962 – Zdeněk Nejedlý, muzikolog, literární historik a politik (* 10. února 1878)
- 1968 – Josef Skalák, československý politik (* 30. října 1874)
- 1973 – Jan Bechyně, entomolog (* 19. září 1920)
- 1975
  - Jaromír Čermák, sochař (* 10. dubna 1888)
  - Alois Kaderka, československý katolický politik a publicista (* 20. září 1889)
- 2001 – Martin Stáhalík, akrobatický pilot a mistr světa v letecké akrobacii z roku 1995 (* 4. června 1962)
- 2010 – Zdeněk Malý, československý volejbalista (* 7. července 1926)
- 2019 – Aťka Janoušková, herečka a zpěvačka (* 16. března 1930)

### Svět

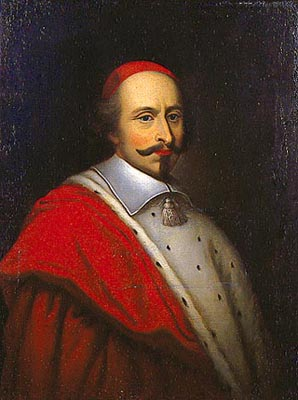
Jules Mazarin († 1661)

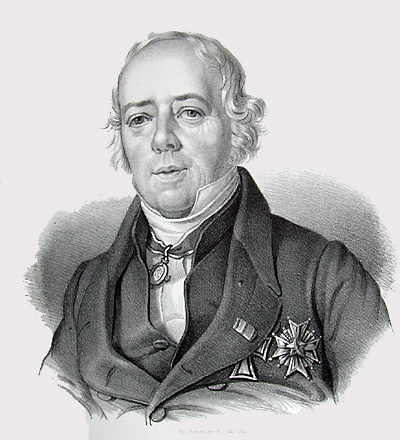
Hans Christian Ørsted († 1851)

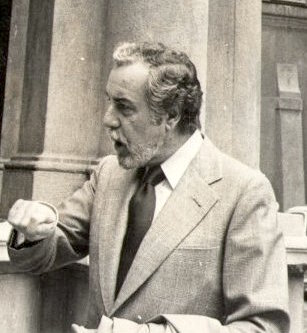
Fernando Rey († 1994)

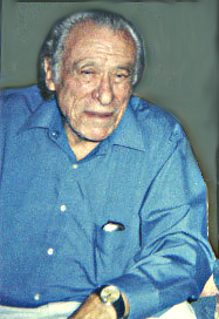
Charles Bukowski († 1994)

- 1621 – Güzelce Ali Paša, osmanský velkovezír (* ?)
- 1646 – Baltazar Karel Španělský, resp. Habsburský, španělský infant a princ asturský (* 17. října 1629)
- 1661 – Jules Mazarin, italský kardinál, francouzský politik a diplomat (* 14. července 1602)
- 1685 – Carpoforo Tencalla, italsko-švýcarský malíř (* 10. září 1623)
- 1706 – Johann Pachelbel, německý varhaník a hudební skladatel (pokřtěn 1. září 1653)
- 1743 – Jean-Baptiste Lully, francouzský hudební skladatel (* 6. srpna 1665)
- 1782 – Sava II. Petrović-Njegoš, černohorský vladyka (* 18. ledna 1702)
- 1798 – Bedřiška Braniborsko-Schwedtská, wüttemberská vévodkyně (* 18. prosince 1736)
- 1805 – Pieter Boddaert mladší, nizozemský básník a spisovatel (* říjen 1766)
- 1831 – Friedrich Maximilian Klinger, německý dramatik (* 17. února 1752)
- 1836 – Antoine Destutt de Tracy, francouzský filozof a politik (* 20. července 1754)
- 1847 – Mary Anning, britská paleontoložka (* 21. května 1799)
- 1851 – Hans Christian Oersted, dánský fyzik, chemik a filozof (* 14. srpna 1777)
- 1857 – Svatý Dominik Savio, patron ministrantů (* 2. dubna 1842)
- 1867 – Žofie Saská, saská princezna a bavorská vévodkyně (* 15. března 1845)
- 1876 – Anton Martius, německý přírodovědec, teolog a cestovatel (* 23. prosince 1794)
- 1881 – Karolina Amálie Augustenburská, dánská královna jako manželka Kristiána VIII. (* 28. června 1796)
- 1883 – Arnold Toynbee, britský historik ekonom (* 23. srpna 1852)
- 1888 – Vilém I. Pruský, pruský král a německý císař (* 22. března 1797)
- 1885 – Giovanni Lanza, italský politik (* 15. února 1810)
- 1892 – Sereno Watson, americký botanik (* 1. prosince 1826)
- 1893 – George Washington Wilson, skotský královský dvorní fotograf (* 7. února 1823)
- 1897 – Džamáluddín Afghání, islámský nacionalista (* 1838)
- 1918 – Frank Wedekind, německý dramatik a spisovatel (* 24. července 1864)
- 1941 – Přemysl Šámal, český politik, účastník protirakouského a protinacistického odboje (* 4. října 1867)
- 1944 – Karel Škorpil, český archeolog (* 15. července 1859)
- 1943 – Otto Freundlich, německý malíř a sochař (* 10. července 1878)
- 1949
  - Walter Short, velitel posádky v Pearl Harboru (* 30. března 1880)
  - Charles Bennett, britský atlet, dvojnásobný olympijský vítěz 1900 (* 28. prosince 1870)
- 1952 – Alexandra Kollontajová, ruská revolucionářka (* 31. března 1872)
- 1955 – Miroslava Šternová, mexická herečka českého původu (* 26. února 1925)
- 1957 – Jozef Turanec, generál slovenské armády během druhé světové války (* 7. března 1892)
- 1964 – Paul von Lettow-Vorbeck, německý generál (* 20. března 1870)
- 1972 – Ja'akov Herzog, izraelský rabín, právník a diplomat (* 21. března 1921)
- 1975 – Joseph Guillemot, francouzský olympijský vítěz v běhu na 5000 metrů z roku 1920 (* 1. října 1899)
- 1979
  - Jean-Marie Villot, francouzský kardinál státní sekretář (* 10. listopadu 1905)
  - Andreo Cseh, maďarský esperantista (* 12. září 1895)
- 1982 – Cvi Jehuda Kook, vedoucí osobnost náboženského sionismu (* 23. dubna 1891)
- 1983 – Ulf von Euler, švédský fyziolog a farmakolog (* 7. února 1905)
- 1988
  - Kurt Georg Kiesinger, spolkový kancléř Německé spolkové republiky (* 6. dubna 1904)
  - Janez Janžekovič, slovinský kněz, teolog a filosof (* 4. března 1901)
- 1989 – Robert Mapplethorpe, americký portrétní fotograf (* 4. listopadu 1946)
- 1992
  - Menachem Begin, izraelský premiér (* 16. srpna 1913)
  - František Schwarzenberg, český šlechtic, úředník, diplomat a profesor (* 24. března 1913)
- 1993
  - Max August Zorn, americký matematik (* 6. června 1906)
  - Eduard Kneifel, evangelický duchovní církevní historik a skladatel duchovních písní (* 14. listopadu 1896)
  - Cyril Northcote Parkinson, britský důstojník, historik a spisovatel (* 30. července 1909)
- 1994
  - Fernando Rey, španělský herec (* 20. září 1917)
  - Charles Bukowski, americký básník, prozaik (* 16. srpna 1920)
- 1997 – Jean-Dominique Bauby, francouzský novinář a spisovatel (* 23. dubna 1952)
- 2003 – Vladimír Durdík, slovenský herec (* 23. května 1949)
- 2006 – John Profumo, britský politik (* 30. ledna 1915)
- 2007 – Brad Delp, americký hudebník (* 12. června 1951)
- 2012 – José Tomás Sánchez, filipínský kardinál (* 17. března 1920)
- 2013 – Sybil Christopher, velšská herečka (* 27. března 1929)
- 2015 – Frei Paul Otto, německý architekt (* 31. května 1925)
- 2020 – Anton Coppola, americký dirigent a hudební skladatel (* 21. března 1917)

## Svátky

### Česko
- Významný den: Den památky obětí vyhlazení terezínského rodinného tábora v Osvětimi – Březince v noci z 8. na 9. března roku 1944 (od roku 2018)

- Františka
- Radúz
- Rebeka

### Svět
- Slovensko: Františka, Rebeka
- Belize: Den Barona Blisse
- Ukrajina: Den Tarase Bulby
- Amerigo Vespucci Day
- Libanon: Eid Al Moalim (Den učitelů)

### Liturgický kalendář
- Sv. Františka Římská

## Pranostiky
- Na svatou Františku déšť – neurodí se brambory.
- Na svatou Františku – zemáky do míšku

| 9. březen v pražském KlementinuÚdaje jsou platné k 8. 7. 2025. | 9. březen v pražském KlementinuÚdaje jsou platné k 8. 7. 2025. | 9. březen v pražském KlementinuÚdaje jsou platné k 8. 7. 2025. |
| minimum                                                        | denní průměr                                                   | maximum                                                        |
| -------------------------------------------------------------- | -------------------------------------------------------------- | -------------------------------------------------------------- |
| −23,1 °C (1785)                                                | 4,0 °C (od 1961)                                               | 17,2 °C (2025)                                                 |